# 1975-ös magyar atlétikai bajnokság
Az 1975-ös magyar atlétikai bajnokság a 80. bajnokság volt. Megszűnt a férfiaknál a kis mezei futás egyéni és csapatverseny is.

## Helyszínek
- mezei bajnokság: március 30., Dunakeszi, lóversenypálya
- ügyességi csapatbajnokság: május 3–4., Népstadion
- összetett bajnokság: június 28–29., Népstadion
- 20 km-es gyaloglás: július 26., Népstadion
- 50 km-es gyaloglás: augusztus 24., Debrecen, Nagyerdő
- pályabajnokság: augusztus 29–31., szeptember 2., Népstadion
- maraton: szeptember 14., Nyíregyháza – Nagyhalász – Nyíregyháza
- váltóbajnokság: október 11–12., Népstadion

## Eredmények

### Férfiak
| Versenyszám                | Arany                                                                                     | Arany      | Ezüst                                                                               | Ezüst                     | Bronz                                                                                  | Bronz                     |
| -------------------------- | ----------------------------------------------------------------------------------------- | ---------- | ----------------------------------------------------------------------------------- | ------------------------- | -------------------------------------------------------------------------------------- | ------------------------- |
| 100 m                      | Lépold Endre Pécsi MSC                                                                    | 10,5       | Gresa Lajos Ferencvárosi TC                                                         | 10,5                      | Lukács László Pécsi MSC                                                                | 10,6                      |
| 200 m                      | Lukács László Pécsi MSC                                                                   | 21,2       | Lépold Endre Pécsi MSC                                                              | 21,2                      | Gresa Lajos Ferencvárosi TC                                                            | 21,3                      |
| 400 m                      | Rózsa István MTK-VM                                                                       | 47,0       | Nagy Tibor Debreceni MTE                                                            | 47,3                      | Magyar Gyula Bp. Honvéd                                                                | 47,8                      |
| 800 m                      | Paróczai András Szolnoki MÁV                                                              | 1:49,1     | Hrenek János Bp. Honvéd                                                             | 1:49,4                    | Fekete Sándor Újpesti Dózsa                                                            | 1:49,6                    |
| 1500 m                     | Zemen János Újpesti Dózsa                                                                 | 3:43,2     | Kispál László Komlói Bányász                                                        | 3:43,6                    | Szántó Tamás Újpesti Dózsa                                                             | 3:43,7                    |
| 5000 m                     | Siető Dániel Kazincbarcikai Vegyész                                                       | 13:52,4    | Szekeres János Bp. Honvéd                                                           | 14:00,0                   | Golács Miklós BKV Előre                                                                | 14:04,6                   |
| 10 000 m                   | Mohácsi Péter MTK-VM                                                                      | 29:09,4    | Szekeres János Bp. Honvéd                                                           | 29:11,8                   | Kerékgyártó István Újpesti Dózsa                                                       | 29:49,6                   |
| 4 × 100 m                  | Telegdi Gyula Magyar Gyula Tatár István Farkas Tibor Bp. Honvéd                           | 41,0       | Zalakovics Gábor Patty István Szabó Lépold Endre Pécsi MSC                          | 42,0                      | Németh Ferenc Gresa Lajos Fülöp Péter Sárközi András Ferencvárosi TC                   | 42,1                      |
| 4 × 200 m                  | Telegdi Gyula Farkas Tibor Tatár István Magyar Gyula Bp. Honvéd                           | 1:27,5     | Németh Ferenc Gresa Lajos Fülöp Péter Sárközi András Ferencvárosi TC                | 1:29,0                    | Solymosi Attila Szabó Engel Zoltán Lépold Endre Pécsi MSC                              | 1:29,1                    |
| 4 × 400 m                  | Deák Ferenc Benyovszki István Magyar Gyula Aradi János Bp. Honvéd                         | 3:15,9     | Kristóf Ferenc Zsinka András Árva István Fekete Sándor Újpesti Dózsa                | 3:16,1                    | Földessy József Lengyel János Borsos József Rózsa István MTK-VM                        | 3:16,4                    |
| 4 × 800 m                  | Zemen János Zsinka András Fekete Sándor Szántó Tamás Újpesti Dózsa                        | 7:40,4     | Hluchány András Barnaki Lengyel János Borsos József MTK-VM                          | 7:42,4                    | Csuka Dénes Bíró Ferenc Golács Miklós Ruzicska Gyula BKV Előre                         | 7:43,7                    |
| 4 × 1500 m                 | Németh Gyula Zsinka András Szántó Tamás Zemen János Újpesti Dózsa                         | 15:41,6    | Hrenek János Deák Ferenc Benyovszki István Sinkó György Bp. Honvéd                  | 15:47,4                   | Báthori Gábor Hazai Balázs Pfeffer Ottó Szatmári János Ferencvárosi TC                 | 15:48,6                   |
| 110 m gát                  | Milassin Lóránd Bp. Honvéd                                                                | 13,9       | Bognár László TFSE                                                                  | 14,1                      | Deák Géza Komlói Bányász                                                               | 14,4                      |
| 400 m gát                  | Árva István Újpesti Dózsa                                                                 | 51,0       | Kövesdi István Ózdi Kohász                                                          | 51,9                      | Árendás József BEAC                                                                    | 53,7                      |
| 3000 m akadály             | Mester János DASE                                                                         | 8:45,2     | Kocsis László Diósgyőri VTK                                                         | 8:45,8                    | Csernok Gyula Szegedi EOL                                                              | 8:52,8                    |
| 20 km gyaloglás            | Sztankovics Imre BEAC                                                                     | 1:32:56,0  | Dalmati János Bp. Honvéd                                                            | 1:33:59,0                 | Sátor László Toldi SE                                                                  | 1:34:55,0                 |
| 50 km gyaloglás            | Danovszky Ferenc Bp. Építők                                                               | 4:27:05,2  | Sátor László Toldi SE                                                               | 4:28:45,6                 | Dalmati János Bp. Honvéd                                                               | 4:29:22,0                 |
| magasugrás                 | Kelemen Endre Újpesti Dózsa                                                               | 217 cm     | Major István Bp. Honvéd                                                             | 214 cm                    | Dóczi Ferenc Olajbányász                                                               | 210 cm                    |
| távolugrás                 | Németh Gyula Bakony Vegyész                                                               | 763 cm     | Szalma László Bp. Vasas                                                             | 747 cm                    | Sárközi András Ferencvárosi TC                                                         | 733 cm                    |
| hármasugrás                | Cziffra Zoltán Bp. Honvéd                                                                 | 15,87 m    | Kiss Tibor Bp. Honvéd                                                               | 15,81 m                   | Katona Gábor Bp. Honvéd                                                                | 15,75 m                   |
| rúdugrás                   | Steinhacker Róbert Bp. Spartacus                                                          | 502        | Viskovics Károly Újpesti Dózsa                                                      | 470 cm                    | Kalmár Mihály Bp. Spartacus                                                            | 450 cm                    |
| súlylökés                  | Faragó János Diósgyőri VTK                                                                | 19,01 m    | Nagy György BEAC                                                                    | 18,03 m                   | Várkonyi Gábor MTK-VM                                                                  | 17,58 m                   |
| diszkoszvetés              | Fejér Géza Bp. Honvéd                                                                     | 61,40 m    | Tégla Ferenc Újpesti Dózsa                                                          | 59,96 m                   | Faragó János Diósgyőri VTK                                                             | 59,84 m                   |
| gerelyhajítás              | Paragi Ferenc Csepel SC                                                                   | 85,74 m    | Boros Sándor Újpesti Dózsa                                                          | 85,56 m                   | Erdélyi György BEAC                                                                    | 83,38 m                   |
| kalapácsvetés              | Encsi István Bp. Építők                                                                   | 70,20 m    | Tamás Gábor Gödöllői EAC                                                            | 67,34 m                   | Zeitler Kálmán Ferencvárosi TC                                                         | 64,20 m                   |
| tízpróba                   | Czabán Dániel BEAC                                                                        | 6881       | Raáb Tibor Diósgyőri VTK                                                            | 6754                      | Damm József Csepel SC                                                                  | 6641                      |
| maraton                    | Szekeres Ferenc Csepel SC                                                                 | 2:26:41,0  | Babinyecz József Csepel SC                                                          | 2:28:14,6                 | Tóth Gyula Ózdi kohász                                                                 | 2:30:55,4                 |
| mezei futás (12 km)        | Mecser Lajos Salgótarjáni BTC                                                             | 38:06,2    | Fancsali András Újpesti Dózsa                                                       | 38:14,8                   | Szekeres János Bp. Honvéd                                                              | 38:45,8                   |
| 20 km gyaloglás csapat     | Dalmati János Tábori János Szálas János Bp. Honvéd                                        | 4:52:23,0  | Danovszky Ferenc Jung András Török Mihály Bp. Építők                                | 5:07:36,0                 | Lányi Lajos Márton Attila Hudi Rudolf Ganz-MÁVAG                                       | 5:15:54,0                 |
| 50 km gyaloglás csapat     | Danovszky Ferenc Jung András Patai Sándor Bp. Építők                                      | 14:35:17,4 | Több célbaérkező nem volt                                                           | Több célbaérkező nem volt | Több célbaérkező nem volt                                                              | Több célbaérkező nem volt |
| 5000 m csapat              | Kerékjártó István Fancsali András Németh Gyula Zemen János Tarnóczki István Újpesti Dózsa | 25         | Bátori Gábor Janek György Hazai Balázs Rónaszéki János Ferencvárosi TC Pfeffer Ottó | 48                        | Szekeres Ferenc Babinyecz József Kónya Attila Kárai Kázmér Tóth László Csepel SC       | 61                        |
| maraton csapat             | Szekeres Ferenc Babinyecz József Mocsári Endre Csepel SC                                  | 7:29:25,0  | Tóth Gyula Ózdi Kohász                                                              |                           | Janek György Ferencvárosi TC                                                           |                           |
| magasugrás csapat          | Major István Gábossy Lajos Juhász Árpád Széles István Kövesi Tibor Bp. Honvéd             | 204 cm     | Gerstenbrein Tibor Szórád Péter Schramek Gyula Bartha Attila Damm József Csepel SC  | 195,6 cm                  | Szepesi Ádám Györke László Szabó Krasovecz Ferenc Szörényi István BEAC                 | 195,4 cm                  |
| távolugrás csapat          | Katona Gábor Kövesi Tibor Balogh Miklós Pongrácz József Kiss Tibor Bp. Honvéd             | 685,6 cm   | Kiss László Uri József Szepesi Ádám Kalló Dezső Nyerges Mihály BEAC                 | 686,1 cm                  | Laurencsik László Kozik András Kolozsi Csaba Pintér József Piczil Sándor Diósgyőri VTK | 658,8 cm                  |
| hármasugrás csapat         | Cziffra Zoltán Katona Gábor Kiss Tibor Juhász Árpád Balogh Miklós Bp. Honvéd              | 15,120 m   | Kiss László Uri József Blazsek István Andor György Czabán Dániel BEAC               | 14,474 m                  | Stiller Gábor Kövesi Tibor Pongrácz József Maczkó Kigyós Kálmán Bp. Honvéd             | 13,644 m                  |
| rúdugrás csapat            | Viskovics Károly Anderle Dénes Kiss Árpád Kiss Tibor Lévai József Újpesti Dózsa           | 404 cm     | Schulek Ágoston Szalay Szalma László Preszburger György Turcsányi Béla Bp. Vasas    | 398 cm                    | Novobáczky József Kalló Dezső Czabán Dániel Szörényi István Petz Dénes BEAC            | 396 cm                    |
| súlylökés csapat           | Vecsey Lajos Gajdán László Lukács László Horváth Géza Bp. Honvéd Fejér Géza               | 16,256 m   | Faragó János Varga Vinkó György Szalay Farkas Gyula Diósgyőri VTK                   | 16,082 m                  | Varjú Vilmos Tégla Ferenc Kiss Árpád Szabó László Hoffmann János Újpesti Dózsa         | 14,766 m                  |
| diszkoszvetés csapat       | Fejér Géza Horváth Géza Szauer Pál Gajdán László Lukács László Bp. Honvéd                 | 53,256 m   | Tégla Ferenc Szabó László Hoffmann János Boross Kiss Árpád Újpesti Dózsa            | 47,412 m                  | Bánkuti József ifj. Saskői Alfonz Vágó István Bakai József Saskői Alfonz Csepel SC     | 46,060 m                  |
| gerelyhajítás csapat       | Kulcsár Gergely Máté Ferenc Imre László Kemény László Kiss Etele TFSE                     | 67,548 m   | Németh Miklós Temesi András Nick Árpád Nagy Attila Kása Bp. Vasas                   | 61,072 m                  | Erdélyi György Merán István Bán Béla Szörényi Maxim BEAC                               | 60,784 m                  |
| kalapácsvetés csapat       | Kovács Gábor Thomasz Imre Kumor Péter Rácz Zoltán Vágó István Csepel SC                   | 56,056 m   | Encsi István Gaál Gyula Mészáros László Turák Károly Kovács Bp. Építők              | 55,560 m                  | Almási László Pavlovics László Katona Zoltán Trényi Imre Mocsári Mihály Szegedi EOL    | 55,508 m                  |
| mezei futás csapat (12 km) | Fancsali András Németh Gyula Kerékjártó István Máthé Sándor Újpesti Dózsa                 | 41         | Szekeres Ferenc Babinyecz József Kárai Kázmér Magyar Károly Csepel SC               | 50                        | Báthori Gábori Janek György Rónaszéki János Klekner László Ferencvárosi TC             | 67                        |

### Nők
| Versenyszám          | Arany                                                                                    | Arany    | Ezüst                                                                             | Ezüst    | Bronz                                                                                | Bronz    |
| -------------------- | ---------------------------------------------------------------------------------------- | -------- | --------------------------------------------------------------------------------- | -------- | ------------------------------------------------------------------------------------ | -------- |
| 100 m                | Szabó Ildikó Nyíregyházi VSC                                                             | 11,7     | Könye Irma Bp. Honvéd                                                             | 11,9     | Ziegner Anikó Bp. Honvéd                                                             | 12,0     |
| 200 m                | Könye Irma Bp. Honvéd                                                                    | 23,9     | Tóth Éva Bp. HonvédBalogh Györgyi Bp. Vasas                                       | 24,0     |                                                                                      |          |
| 400 m                | Tóth Éva Bp. Honvéd                                                                      | 52,9     | Havas Judit Bp. Vasas                                                             | 53,7     | Séfer Rozália Szombathelyi Haladás                                                   | 54,3     |
| 800 m                | Lázár Magdolna Debreceni EAC                                                             | 2:05,8   | Kulcsár Magda Bp. Vasas                                                           | 2:07,0   | Horváth Janka Szombathelyi Haladás                                                   | 2:07,3   |
| 1500 m               | Lázár Magdolna Debreceni EAC                                                             | 4:18,0   | Lipcsei Irén Debreceni MTE                                                        | 4:18,8   | Csipán Borbála Bp. Honvéd                                                            | 4:18,8   |
| 3000 m               | Csipán Borbála Bp. Honvéd                                                                | 9:23,8   | Szenteleki Sára Bp. Építők                                                        | 9:26,6   | Lázár Magdolna Debreceni EAC                                                         | 9:27,4   |
| 4 × 100 m            | Balogh Györgyi Havas Judit Sebők Klára Siska Xénia Bp. Vasas                             | 45,9     | Ziegner Anikó Lukics Ildikó Tóth Éva Könye Irma Bp. Honvéd                        | 45,9     | Szívós Irén Szekeres Ibolya Baumann Gizella Orosz Irén Újpesti Dózsa                 | 46,9     |
| 4 × 200 m            | Klenóczky Beatrix Sebők Klára Balogh Györgyi Havas Judit Bp. Vasas                       | 1:37,1   | Lukics Ildikó Ziegner Anikó Könye Irma Tóth Éva Bp. Honvéd                        | 1:37,2   | Szívós Irén Szekeres Ibolya Baumann Gizella Orosz Irén Újpesti Dózsa                 | 1:42,0   |
| 4 × 400 m            | Sebők Klára Balogh Györgyi Havas Judit Kulcsár Magdolna Bp. Vasas                        | 3:41,6   | Lukics Ildikó Mohácsi Éva Könye Irma Tóth Éva Bp. Honvéd                          | 3:42,8   | Czene Zsuzsa Váczi Éva Nyíri Ibolya Diószegi Éva Csepel SC                           | 3:51,4   |
| 4 × 800 m            | Molnár Gizella Mohácsi Éva Jakab Erzsébet Csipán Borbála Bp. Honvéd                      | 9:01,6   | Váczi Éva Babinyecz Józsefné Diószegi Éva Richter Anna Csepel SC                  | 9:10,4   | Sipka Ágnes Pomázi Irén Boda Teréz Budavári Mária BEAC                               | 9:25,8   |
| 100 m gát            | Szabó Ildikó Nyíregyházi VSC                                                             | 13,7     | Siska Xénia Vasas                                                                 | 13,8     | Balogh Katalin Zalaegerszegi TE                                                      | 13,9     |
| magasugrás           | Mátay Andrea MAFC                                                                        | 181 cm   | Sámuel Edit Bp. Spartacus                                                         | 178 cm   | Kreisz Andrea TFSE                                                                   | 174 cm   |
| távolugrás           | Szabó Ildikó Nyíregyházi VSC                                                             | 642 cm   | Ziegner Anikó Bp. Honvéd                                                          | 642 cm   | Németh Ilona Bakony Vegyész                                                          | 617 cm   |
| súlylökés            | Irányi Margit Bp. Honvéd                                                                 | 17,16 m  | Bognár Judit Bp. Honvéd                                                           | 16,93 m  | Armuth Edit Bp. Honvéd                                                               | 16,19 m  |
| diszkoszvetés        | Czabán Dánielné Bp. Spartacus                                                            | 52,46 m  | Kontsek Jolán Újpesti Dózsa                                                       | 51,72 m  | Ircsik Ágnes Ferencvárosi TC                                                         | 51,28 m  |
| gerelyhajítás        | Vágó Imréné Újpesti Dózsa                                                                | 53,34 m  | Paulányi Magda Bp. Honvéd                                                         | 53,24 m  | Budavári Éva CVSE                                                                    | 53,18 m  |
| ötpróba              | Bruzsenyák Ilona Újpesti Dózsa                                                           | 4454     | Szabó Ildikó Nyíregyházi VSC                                                      | 4295     | Papp Margit Csepel SC                                                                | 4237     |
| mezei futás (2500 m) | Lázár Magdolna Debreceni EAC                                                             | 8:31,8   | Csipán Borbála Bp. Honvéd                                                         | 8:36,4   | Babinyecz Józsefné Csepel SC                                                         | 8:38,8   |
| magasugrás csapat    | Kreisz Andrea Csorba Virginia König Katalin Balatoni Anna Patinszky Andrea TFSE          | 166,8 cm | Mátay Andrea Rudolf Erika Morvai Katalin Horváth Dudás Éva MAFC                   | 165,8 cm | Sámuel Edit Scheffer Irma Mátyás Spartacus Hájas Mária Bakonyi Piroska Bp. Spartacus | 161,8 cm |
| távolugrás csapat    | Kreisz Andrea Cserjés Mária König Katalin Balatoni Anna Máté Ella TFSE                   | 566,4 cm | Ziegner Anikó Pap Mária Weiszmann Ágnes Faragó Emese Lochner Zsuzsa Bp. Honvéd    | 563,0 cm | Bruzsenyák Ilona Szekeres Ibolya Bata Erzsébet Vastag Baumann Gizella Újpesti Dózsa  | 560,0 cm |
| súlylökés csapat     | Irányi Margit Armuth Edit Menyhárt Krisztina Vranyecz Irén Tiszavölgyi Aranka Bp. Honvéd | 15,070 m | Kontsek Jolán Fekete Viktória Szekeres Ibolya Kiss Erzsébet Vágóné Újpesti Dózsa  | 12,110 m | Andri Magdolna Magyar Mária Ircsik Ágnes Papp Teréz Varga Gizella Ferencvárosi TC    | 11,994 m |
| diszkoszvetés csapat | Irányi Margit Vranyecz Irén Bognár Judit Tóth Katalin Menyhárt Krisztina Bp. Honvéd      | 43,908 m | Ircsik Ágnes Varga Gizella Papp Teréz Magyar Mária Andri Magdolna Ferencvárosi TC | 42,272 m | Kontsek Jolán Ketykó Teréz Stugner Judit Szabó Mária Kiss Erzsébet Újpesti Dózsa     | 41,632 m |
| gerelyhajítás csapat | Vágási Aranka Petz Vera Patinszky Andrea Rákóczi Zsuzsanna Nagy Csilla TFSE              | 41,120 m | Paulányi Magda Krajcsovics Józsefné Lukács Balogh Erzsébet Bodnár Bp. Honvéd      | 39,852 m | Bán Valéria Marthy Zsuzsa Lukács Emőke Garai Emese Domszky Emőke Bp. Vasas           | 37,772 m |
| mezei futás csapat   | Csipán Borbála Jakab Erzsébet Geri Ilona Bp. Honvéd                                      | 53       | Szenteleki Sára Velekei Márta Babinszky Ágnes Bp. Építők                          | 64       | Sipka Ágnes Pomázi Irén Budavári Mária BEAC                                          | 69       |